# Liste der Baudenkmäler in Bundorf
Auf dieser Seite sind die Baudenkmäler in der unterfränkischen Gemeinde Bundorf zusammengestellt. Diese Tabelle ist eine Teilliste der Liste der Baudenkmäler in Bayern. Grundlage ist die Bayerische Denkmalliste, die auf Basis des Bayerischen Denkmalschutzgesetzes vom 1. Oktober 1973 erstmals erstellt wurde und seither durch das Bayerische Landesamt für Denkmalpflege geführt wird. Die folgenden Angaben ersetzen nicht die rechtsverbindliche Auskunft der Denkmalschutzbehörde.
 Diese Liste gibt den Fortschreibungsstand vom 15. April 2020 wieder und enthält 45 Baudenkmäler.

## Baudenkmäler nach Gemeindeteilen

### Bundorf
| Lage                                             | Objekt                                                            | Beschreibung | Akten-Nr.              | Bild                  |
| ------------------------------------------------ | ----------------------------------------------------------------- | --- | ---------------------- | --------------------- |
| Hauptstraße 1; Baunach (Standort)                | Ehemalige Untere Mühle                                            | Breitgelagertes Halbwalmdachhaus aus Bruchstein mit Hausteingliederung, Kniestock und Rokokoportal, zweite Hälfte 18. Jahrhundert                                                                                            | D-6-74-120-9 Wikidata  | weitere Bilder        |
| Hauptstraße 1; Baunach; Nähe beim See (Standort) | Mühlkanal mit Brücke                                              | Einbogige Sandsteinbrücke über die Baunach, mit zwei Torpfosten mit Mühlradaufsätzen, 18. Jahrhundert | D-6-74-120-9 Wikidata  | weitere Bilder        |
| Hauptstraße 5 (Standort)                         | Wohnhaus, ehemaliges Bauernhaus                                   | Eingeschossiger und giebelständiger Fachwerkbau mit Satteldach auf massivem Sockel, mit traufseitiger Laube, 18./19. Jahrhundert                                                                                             | D-6-74-120-10 Wikidata | weitere Bilder        |
| Hauptstraße 5 (Standort)                         | Zugehörige Einfriedungsmauer                                      | Mit Hofportal | D-6-74-120-10 Wikidata | weitere Bilder        |
| Hauptstraße 11 (Standort)                        | Katholische Pfarrkirche Heilige Dreifaltigkeit und St. Laurentius | Saalbau mit Walmdach, eingezogenem Chor und Fassadenturm mit Glockendach und Laterne, Werksteingliederungen, von Johann Georg Danzer und Johann Georg Bierdümpfel, 1731; mit Ausstattung                                     | D-6-74-120-1 Wikidata  | weitere Bilder        |
| Hauptstraße 12 (Standort)                        | Hofportal mit profiliertem Sturz                                  | Seitlichen Aufsätzen und Figur der Muttergottes, klassizistisch, erste Hälfte 19. Jahrhundert | D-6-74-120-8 Wikidata  | weitere Bilder        |
| Hauptstraße 13 (Standort)                        | Bauernhaus                                                        | Zweigeschossiger und giebelständiger Satteldachbau mit Fachwerkobergeschoss, 17./18. Jahrhundert | D-6-74-120-4 Wikidata  | weitere Bilder        |
| Hauptstraße 13 (Standort)                        | Fußgängerportal                                                   | Rundbogig, Sandstein, bezeichnet 1617 | D-6-74-120-4           | weitere Bilder        |
| Hauptstraße 24 (Standort)                        | Pfarrhaus                                                         | Zweigeschossiger Bau, teilweise verschiefert, mit Fachwerkobergeschoss und Halbwalmdach; straßenseitig breiterer Flügel mit Fachwerkobergeschoss, Walmdach, geohrten Fensterrahmen und rundbogiger Einfahrt, 18. Jahrhundert | D-6-74-120-7 Wikidata  | weitere Bilder        |
| Hauptstraße 24 (Standort)                        | Hausfigur                                                         | Maria Immaculata, Sandstein, 18. Jahrhundert | D-6-74-120-7 Wikidata  | weitere Bilder        |
| Hauptstraße 26 (Standort)                        | Bauernhaus                                                        | Zweigeschossiges und giebelständiges Halbwalmdachhaus mit Fachwerkobergeschoss und Werksteingliederungen, 18. Jahrhundert | D-6-74-120-6 Wikidata  | weitere Bilder        |
| Hauptstraße 26 (Standort)                        | Fußgängerportal                                                   | Mit Rundbogenrahmen, Renaissance, bezeichnet „1621“ | D-6-74-120-6 Wikidata  | weitere Bilder        |
| Hauptstraße 36 (Standort)                        | Friedhof                                                          | | D-6-74-120-36 Wikidata | weitere Bilder        |
| Hauptstraße 36 (Standort)                        | Friedhofsmauer                                                    | Sandsteinquader, 1. Hälfte 19. Jh. | D-6-74-120-36          | weitere Bilder        |
| Hauptstraße 36 (Standort)                        | Friedhofskreuz                                                    | Kruzifixus im Dreinageltypus auf gebauchtem Sockel, Sandstein, barockisierend, um 1900 | D-6-74-120-36 Wikidata | weitere Bilder        |
| Hauptstraße 36 (Standort)                        | 6 Kreuzwegstationen                                               | Bildnischen mit Reliefdarstellung, neugotisch, Ende 19. Jahrhundert | D-6-74-120-36 Wikidata | BW                    |
| Hauptstraße 36 (Standort)                        | Grabmäler                                                         | Grabmäler der Familie Truchseß von Wetzhausen, 19. bis Mitte 20. Jh. | D-6-74-120-36          | weitere Bilder        |
| Obermühle 8 (Standort)                           | Steinkreuz                                                        | Lateinische Form, Sandstein, wohl spätmittelalterlich, 15./16. Jahrhundert | D-6-74-120-11 Wikidata | weitere Bilder        |
| Nähe Obermühle (Standort)                        | Heiligenhäuschen                                                  | Kleine Ädikula, säulenflankierte Rundbogennische auf profiliertem Sockel, mit Relief des Gekreuzigten, Sandstein, 1. Hälfte 19. Jhd.; neben einer Linde ca. 100 m westl. des Ortes abseits der Straße nach Bad Königshofen   | D-6-74-120-41 Wikidata | weitere Bilder        |
| Schlossallee 1 (Standort)                        | Schloss, Corps-de-logis                                           | Dreiflügeliger und dreigeschossiger Walmdachbau, Südflügel mit Erker, Schweifgiebel und „1567“ bezeichnet Treppenturm, Werksteingliederungen, 16.–18. Jahrhundert                                                            | D-6-74-120-2           | weitere Bilder        |
| Schlossallee 1 (Standort)                        | Schloss, Ökonomiebau                                              | Unter teilweiser Integration der alten Schlossmauer mit Eckrondell um einen Hof angeordnete zweigeschossige Massivscheunen mit Walm- und Satteldächern und Werksteingliederungen, 18. Jahrhundert                            | D-6-74-120-2           | weitere Bilder        |
| Schlossallee 1 (Standort)                        | Schloss, Schlossmauer                                             | Sandsteinquader, Torpfosten mit Vasenaufsätzen, 18. Jahrhundert | D-6-74-120-2           | Schloss, Schlossmauer |
| Schlossallee 2 (Standort)                        | Bauernhof                                                         | Dreiseitanlage mit zweigeschossigem und giebelständigem Fachwerkwohnhaus, Satteldach, Giebel mit Zierfachwerk, zweites Viertel 18. Jahrhundert                                                                               | D-6-74-120-3 Wikidata  | weitere Bilder        |
| Schlossallee 2 (Standort)                        | Hoftor                                                            | Fußgängerpforte gebänderte Pfosten mit Kugelaufsätzen, bezeichnet „1743“ | D-6-74-120-3 Wikidata  | weitere Bilder        |
| Schlossallee; Hauptstraße (Standort)             | Dorfbrunnen                                                       | Mit steinernem Brunnenrand und hölzernem Brunnenstock mit Schwengel, wohl 19. Jahrhundert; erneuert | D-6-74-120-12 Wikidata | weitere Bilder        |
| Schlossallee; Hauptstraße (Standort)             | Bildstockaufsatz                                                  | Mit Relief des Gekreuzigten mit Maria und heiligem Johannes, seitlich Engel und Stifterfiguren, Sandstein, um 1700 | D-6-74-120-48 Wikidata | weitere Bilder        |
| Theresienstraße 26 (Standort)                    | Fußgängerportal                                                   | Segmentbogiger Sturz, Pfosten mit Aufsatz, Sandstein, spätbarock, bezeichnet „1752“ | D-6-74-120-5 Wikidata  | weitere Bilder        |

### Kimmelsbach
| Lage                                                             | Objekt                                | Beschreibung | Akten-Nr.              | Bild           |
| ---------------------------------------------------------------- | ------------------------------------- | --- | ---------------------- | -------------- |
| In Kimmelsbach (Standort)                                        | Kriegerdenkmal für 1914/18            | Säule mit Marienfigur und Inschriftmedaillons auf sarkophagartigem Sockel, um 1920                                                                         | D-6-74-120-16 Wikidata | weitere Bilder |
| In Kimmelsbach; bei einem Teich am südlichen Ortsende (Standort) | Bildstock                             | Auf Polygonalpfeiler, Aufsatz mit figürlichen Reliefs, Sandstein, neugotisch, zweite Hälfte 19. Jahrhundert.                                               | D-6-74-120-17 Wikidata | weitere Bilder |
| In Kimmelsbach (Standort)                                        | Friedhofskreuz                        | Auf Inschriftsockel Kruzifix im Dreinageltypus, Sandstein, neugotisch, zweite Hälfte 19. Jahrhundert                                                       | D-6-74-120-15 Wikidata | weitere Bilder |
| Kimmelsbach 16 (Standort)                                        | Bauernhaus                            | Zweigeschossiger und giebelständiger Satteldachbau mit Werksteingliederungen, Fachwerkobergeschoss, Giebel mit Zierfachwerk, 17./18. Jahrhundert.          | D-6-74-120-14 Wikidata | weitere Bilder |
| Kimmelsbach 27 (Standort)                                        | Katholische Filialkirche St. Nikolaus | Saalbau mit eingezogenem Chor, Satteldach, Dachreiter mit Zwiebelhaube und Giebelfassade, Werksteingliederungen, 1758–63, 1908 verlängert; mit Ausstattung | D-6-74-120-13 Wikidata | weitere Bilder |

### Neuses
| Lage | Objekt                                 | Beschreibung | Akten-Nr.              | Bild             |
| --- | -------------------------------------- | --- | ---------------------- | ---------------- |
| In Neuses; beim Friedhof (Standort)                                                                      | Prozessionsaltar                       | Rundbogiges Gehäuse auf gebauchtem Sockel, Sandstein, um 1750 | D-6-74-120-28 Wikidata | Prozessionsaltar |
| In Neuses; am nördlichen Ortsende (Standort)                                                             | Kapelle mit Kriegerdenkmal             | Satteldachbau mit Vorhalle auf Holzsäulen, neugotisch, Ende 19. Jahrhundert; im Innern Figur der Pietá | D-6-74-120-29 Wikidata | weitere Bilder   |
| In Neuses (Standort)                                                                                     | Friedhofskreuz                         | Auf gebauchtem Sockel Kruzifixus im Dreinageltypus, dabei heilige Maria Magdalena und der Schädel Adams, Sandstein, Rokokoklassizismus, 1787                                                                               | D-6-74-120-27 Wikidata | Friedhofskreuz   |
| Klitschenhügel, im Westen des Dorfes (Standort)                                                          | Prozessionsaltar                       | Rundbogiges Bildgehäuse mit Kreuzigungsrelief auf gebauchtem Sockel, Sandstein, Rokoko, bezeichnet „1771“ | D-6-74-120-26 Wikidata | Prozessionsaltar |
| Klitschenhügel nordöstlich des Ortes am ehemaligen Verbindungsweg zwischen Neuses und Bundorf (Standort) | Flurkreuz                              | Sandsteinkruzifix, 1877 | D-6-74-120-47 Wikidata | Flurkreuz        |
| Neuses 1 (Standort)                                                                                      | Wohnhaus                               | Eingeschossiges und giebelständiges Fachwerkhaus auf Quadersockel, mit Halbwalmdach, 1834 | D-6-74-120-19 Wikidata | weitere Bilder   |
| Neuses 5 (Standort)                                                                                      | Bauernhaus einer Dreiflügelanlage      | Eingeschossiges Fachwerkhaus mit Mansardhalbwalmdach, 1818 | D-6-74-120-20 Wikidata | weitere Bilder   |
| Neuses 5 (Standort)                                                                                      | Hofmauer                               | Mit Fußgängerpforte und Kreuzigungsrelief, um 1800 | D-6-74-120-20 Wikidata | Hofmauer         |
| Neuses 11 (Standort)                                                                                     | Hofeinfahrt                            | Mit Fußgängerpforte und Aufsätzen, bezeichnet „1776“ | D-6-74-120-21 Wikidata | weitere Bilder   |
| Neuses 13 (Standort)                                                                                     | Ehemaliges katholisches Pfarrhaus      | Satteldachbau, Erdgeschoss Sandsteinquader, Obergeschoss Fachwerk, um 1870 | D-6-74-120-45 Wikidata | weitere Bilder   |
| Neuses 29 (Standort)                                                                                     | Wohnhaus                               | Giebelständiger und zweigeschossiger Fachwerkbau mit Mansardhalbwalmdach, teilweiser Verschieferung und Portal von 1798; zugehöriges Hoftor                                                                                | D-6-74-120-23 Wikidata | weitere Bilder   |
| Neuses 41 (Standort)                                                                                     | Bauernhof                              | Dreiseitanlage mit zweigeschossigem und giebelständigem Wohnhaus mit Fachwerkobergeschoss, Satteldach und Kniestock, bezeichnet „1874“                                                                                     | D-6-74-120-24 Wikidata | weitere Bilder   |
| Neuses 41 (Standort)                                                                                     | Bauernhof, Nebengebäude                | An das Wohnhaus anschließend Stall mit Fachwerkobergeschoss, auf der Südseite Fachwerkscheune, auf der Ostseite Scheune mit Fachwerkobergeschoss und offener Remise, jeweils mit Satteldach, zweite Hälfte 19. Jahrhundert | D-6-74-120-24 Wikidata | weitere Bilder   |
| Neuses 44 (Standort)                                                                                     | Katholische Kuratiekirche Heilig Kreuz | Saalbau mit eingezogenem Chor, Satteldach, Fassadenturm mit Zwiebelhaube und Laterne, Werksteingliederungen, von Johann Georg Danzer, 1743, 1898 restauriert; mit Ausstattung                                              | D-6-74-120-18 Wikidata | weitere Bilder   |
| Neuses 45; am Südende des Dorfes (Standort)                                                              | Säulenbildstock                        | Tabernakelförmiger Aufsatz mit Kreuzschlepper, Sandstein, um 1720 | D-6-74-120-25 Wikidata | Säulenbildstock  |

### Schweinshaupten
| Lage                                | Objekt                                                  | Beschreibung | Akten-Nr.              | Bild                                                    |
| ----------------------------------- | ------------------------------------------------------- | --- | ---------------------- | ------------------------------------------------------- |
| Berge, östlich des Ortes (Standort) | Jüdischer Friedhof                                      | Mit 119 Grabsteinen, angelegt im 18. Jhd. (bis 1940) | D-6-74-120-39 Wikidata | weitere Bilder                                          |
| In Schweinshaupten (Standort)       | Evangelisch-lutherische Pfarrkirche                     | Saalbau mit Dreiachtelschluss, Satteldach und Werksteingliederungen, älterer Turm mit Zwiebelhaube und Laterne, Anlage von 1734, verändert 1879/81, Turmuntergeschoss 16. Jahrhundert; mit Ausstattung | D-6-74-120-30 Wikidata | weitere Bilder                                          |
| Schweinshaupten 57 (Standort)       | Wohnhaus, ehemaliger Gasthof                            | Zweigeschossiges Fachwerkhaus mit Halbwalmdach, spätes 18. Jahrhundert | D-6-74-120-37 Wikidata | weitere Bilder                                          |
| Schweinshaupten 57 (Standort)       | Ausleger                                                | Schmiedeeisen | D-6-74-120-37 Wikidata | weitere Bilder                                          |
| Schweinshaupten 57 (Standort)       | Scheunenanbau                                           | Zweigeschossig, traufständig, aus Fachwerk, mit massivem Stall und Satteldach | D-6-74-120-37 Wikidata | weitere Bilder                                          |
| Schweinshaupten 66 (Standort)       | Wirtschaftsgut des ehemaligen Schlosses                 | Um einen Hof gruppierte Fachwerkscheunen mit Satteldächern, 18. und frühes 19. Jahrhundert und Sandsteinquaderstall mit Treppengiebeln und Satteldach, um 1860                                         | D-6-74-120-38 Wikidata | Wirtschaftsgut des ehemaligen Schlosses                 |
| Schweinshaupten 66 (Standort)       | Wirtschaftsgut des ehemaligen Schlosses, Inschriftstein | Bezeichnet „1594 Philip Fuchs“, am Wohnhaus | D-6-74-120-38 Wikidata | Wirtschaftsgut des ehemaligen Schlosses, Inschriftstein |

### Stöckach
| Lage                                            | Objekt                                          | Beschreibung | Akten-Nr.              | Bild                          |
| ----------------------------------------------- | ----------------------------------------------- | --- | ---------------------- | ----------------------------- |
| In Stöckach (Standort)                          | Friedhofskreuz                                  | Auf Inschriftsockel, bezeichnet „1874“, Corpus im Dreinageltyp jünger                                                                                                | D-6-74-120-40 Wikidata | Friedhofskreuz                |
| In Stöckach, vor dem Friedhofskreuz (Standort)  | Kniebank                                        | Sandstein bezeichnet „1885“ | D-6-74-120-40 Wikidata | Kniebank                      |
| Stöckach 19 (Standort)                          | Bauernhaus                                      | Giebel mit Zierfachwerk, um 1600 | D-6-74-120-33 Wikidata | weitere Bilder                |
| Stöckach 32 (Standort)                          | Schloss                                         | Zweigeschossiger Sandsteinquaderbau mit Walmdach und Werksteingliederungen, um 1730                                                                                  | D-6-74-120-32 Wikidata | weitere Bilder                |
| Stöckach 33 (Standort)                          | Schloss, sogenannter Fremdenbau des Schlosses   | Zweigeschossiger Mansardwalmdachbau, mit Werksteingliederungen, um 1800                                                                                              | D-6-74-120-42          | weitere Bilder                |
| Stöckach 33 (Standort)                          | Schloss, Schlosstor                             | Rundbogiges Tor mit Pilastergliederung, Mansardwalmdach und eingeschossigen Remisen mit geohrten Fensterrahmungen und Krüppelwalmdach, zweite Hälfte 18. Jahrhundert | D-6-74-120-42          | weitere Bilder                |
| Stöckach 33 (Standort)                          | Schloss, Scheune der ehemaligen Schlossökonomie | Massivbau mit rundbogiger Toreinfahrt, Satteldach und Fachwerkgiebel, um 1800                                                                                        | D-6-74-120-42          | weitere Bilder                |
| Stöckach 33 (Standort)                          | Schloss, Schlossmauer                           | Aus Sandsteinquadern, Torpfosten mit Aufsätzen, um 1800 | D-6-74-120-42          | BW                            |
| Stöckach 34, neben der Schlosskirche (Standort) | Heiliger Johannes von Nepomuk                   | Überlebensgroße Figur aus Sandstein, um 1730/40 | D-6-74-120-46 Wikidata | Heiliger Johannes von Nepomuk |
| Stöckach 34 (Standort)                          | Katholische Schlosskapelle St. Matthäus         | Saalbau mit eingezogenem Chor, Walmdach, mittlerem Fassadenturm mit Glockendach, Sandsteinquaderbau, 1791 erbaut, 1795 geweiht; mit Ausstattung                      | D-6-74-120-43 Wikidata | weitere Bilder                |

### Walchenfeld
| Lage                    | Objekt                                         | Beschreibung | Akten-Nr.              | Bild           |
| ----------------------- | ---------------------------------------------- | --- | ---------------------- | -------------- |
| Dorfstraße 1 (Standort) | Wohnhaus                                       | Zweigeschossiger und giebelständiger Fachwerkbau, Erdgeschoss teilweise massiv, mit Krüppelwalmdach, 17. Jahrhundert | D-6-74-120-34 Wikidata | weitere Bilder |
| Dorfstraße 1 (Standort) | Hoftor                                         | Mit Sandsteinpfosten und Aufsätzen, bezeichnet „1611“ und „1866“                                                     | D-6-74-120-34 Wikidata | weitere Bilder |
| Rückertweg 5 (Standort) | Evangelisch-lutherischer Betsaal und Schulhaus | Massiver zweigeschossiger Walmdachbau, mit Dachreiter und Freitreppe, 1820–31, bezeichnet „1830“; mit Ausstattung    | D-6-74-120-35 Wikidata | weitere Bilder |